# MS Berge Istra
El MS Berge Istra fue un barco de la compañía noruega de mercancías Bergesen d.y. y registrado en Liberia. Tenía un tonelaje de peso muerto de 227 550 toneladas. Transportaba minerales desde Brasil a Japón y retornaba con petróleo del golfo Pérsico hacia Europa o América. Fue construido en 1972 en el astillero de Uljanik, en la ciudad de Pula, Croacia.

## Hundimiento
El buque se encontraba en ruta desde Tubarão (Brasil) hacia Japón con mineral de hierro cuando se perdió el contacto con la nave en el océano Pacífico, cerca de la isla de Mindanao, en Filipinas. El último contacto se registró el 30 de diciembre de 1975. Tras una semana, el 7 de enero de 1976, se declaró la desaparición del barco, pero la operación de búsqueda puesta en marcha no permitió localizar ningún rastro de la nave, suspendiéndose el 16 de enero de ese año. Treinta personas perdieron la vida. Dos días después, el 18 de enero, los españoles Imeldo Barreto León (de 41 años) y Epifanio Perdomo López (de 39) fueron rescatados por un pesquero japonés tras haber sobrevivido durante 20 días en una balsa.
El MS Berge Istra era un barco capaz de transportar tanto petróleo como mineral de hierro, al igual que su buque gemelo, el MS Berge Vanga, que desapareció en circunstancias similares cuatro años después. Incluso 30 años después, la naviera mantuvo el secreto sobre la causa de los accidentes. Durante una entrevista en el periódico noruego Dagbladet en enero de 2011, el capitán retirado del Bergesen Johnny Eilers dio su opinión sobre lo sucedido: Los sistemas inertes (gas neutro) solían ser poco fiables en aquella época, y muchos oficiales carecían de formación sobre cómo medir los niveles de gas. El Berge Istra estaba cargado de mineral en las bodegas principales. Pero los tanques laterales no se limpiaron después de la carga anterior de petróleo, por lo que se produjo vapor de petróleo. Además, el sellado de la cubierta no era fiable con mar gruesa, lo que permitía que este vapor entrara en el sistema de gas inerte y en el generador. El generador se ponía en marcha de camino al este, ya que Japón exigía tanques laterales inertes a su llegada. Al poner en marcha el generador, "toda la cubierta se abrió", tal y como habían explicado los dos supervivientes. Así ocurrieron los desastres del Berge Istra y Berge Vanga.